# Tetîlkivți, Șumsk
Tetîlkivți (în ucraineană Тетильківці) este un sat în comuna Vilia din raionul Șumsk, regiunea Ternopil, Ucraina.

## Demografie
Componența lingvistică a localității Tetîlkivți
     Ucraineană (100%)
Conform recensământului din 2001, toată populația localității Tetîlkivți era vorbitoare de ucraineană (100%).